# ایستگاه مترو

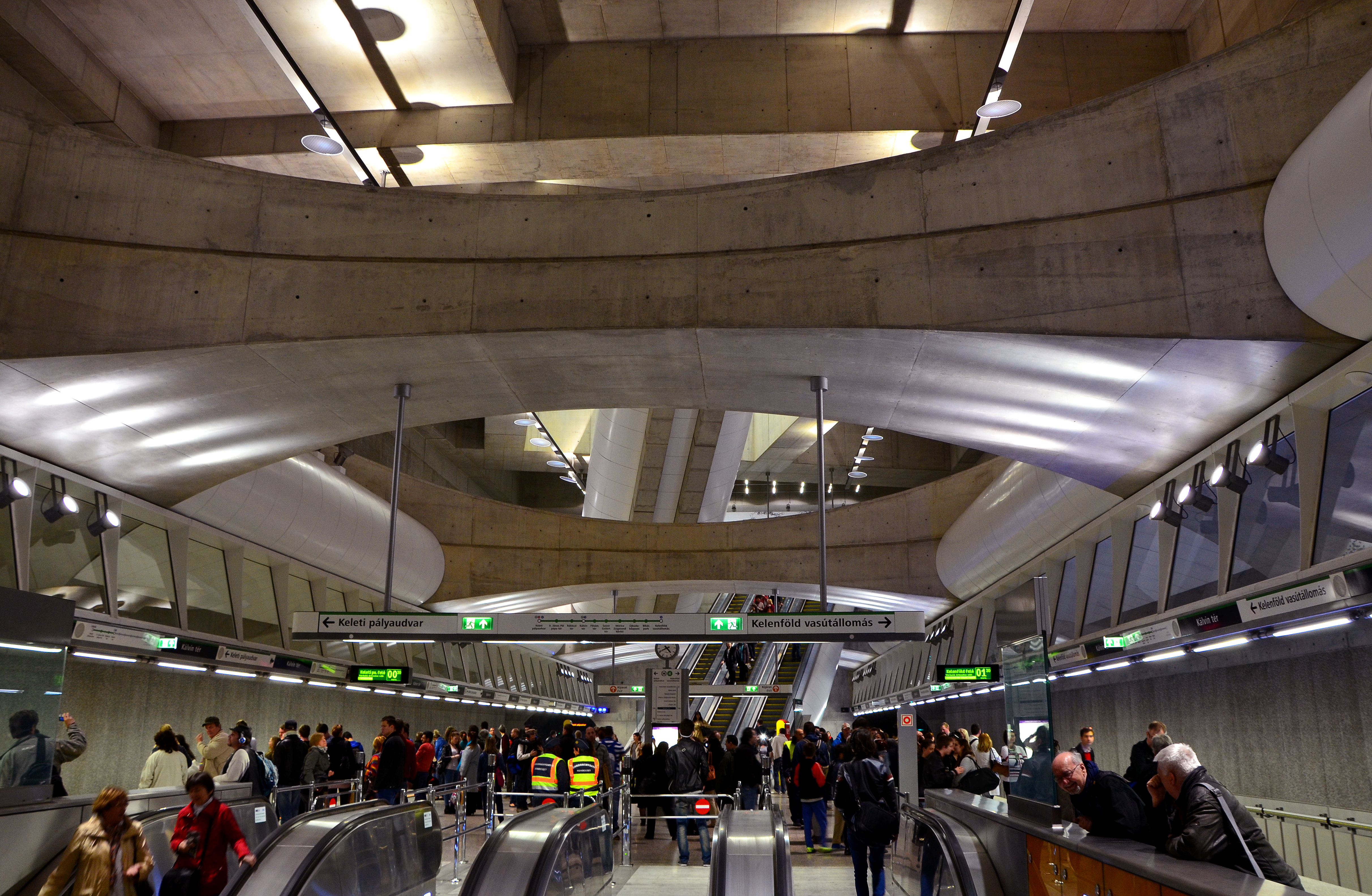
خط چهارم ایستگاه بوداپست

ایستگاه مترو (انگلیسی: Metro station) یک توقف‌گاه مشخص در مسیرها و تقاطع‌های مهم و از پیش تعیین شده می‌باشد که بسته به نوع مسیر ریلی قطار می‌تواند زیرزمینی یا روی زمین باشد، ایستگاه‌های روی زمین عمدتاً در بحث قطارهای شهری تجلی پیدا می‌کند هر چند در برخی از خطوط زیرزمینی نیز گاهی دیده شده که تعدادی ایستگاه در بالا و روی زمین قرار دارند.
محل عبور و مرور ایستگاه‌ها دارای چند سطح دسترسی ورودی و خروجی است که اغلب آنها با پله‌ها یا پله‌برقی و رمپ، با ایستگاه در ارتباط هستند که بیشتر اوقات منجر به افزایش یا کاهش طول مسیر سطح منطقهٔ دسترسی است. در نزدیکی اغلب ایستگاه‌های مترو در سطح خیابان یک نشانواره از شرکت مترو به همراه علایم ورودی نصب می‌شود و تعدادی نشانگرهای دیگر به صورت شماتیک در درون خود ایستگاه‌ها وجود دارد که راهنمای مسافرین است. برخی از ایستگاه‌ها اپراتورهایی نیز دارند که به راهنمایی یا توضیح در مورد برخی امکانات وسایر موارد در این زمینه می‌پردازند. اغلب چندین ورودی و خروجی برای ایستگاه‌ها در نظر گرفته می‌شود. در برخی موارد خاص ایستگاه‌های مترو با دسترسی مستقیم از راهروهای زمینی به ساختمان‌های مهم ارتباط دارند، ایستگاه‌هایی همچون ناپل، استکهلم، مسکو، سن پترزبورگ، تاشکند، کیف، مونترال، کائوسیونگ و پراگ که معروف هستند برای زیبایی معماری و هنر عمومی. متروی پاریس که به خاطر تجلی هنر نو و همینطور متروی آتن شناخته شده به واسطهٔ نمایش آثار باستانی در ساخت و سازهای ایستگاه‌ها می‌باشند.

## نگارخانه

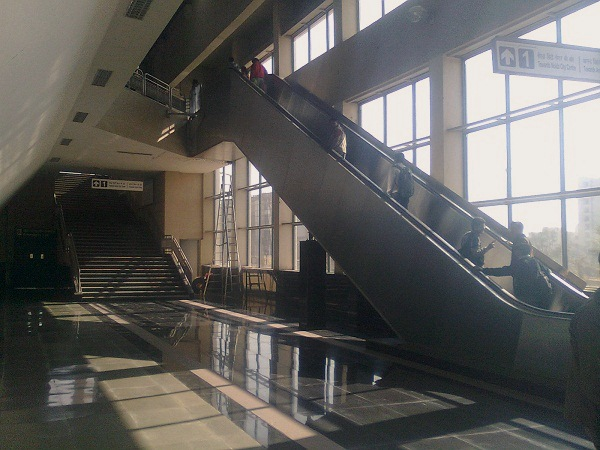
پله برقی ایستگاه دهلی
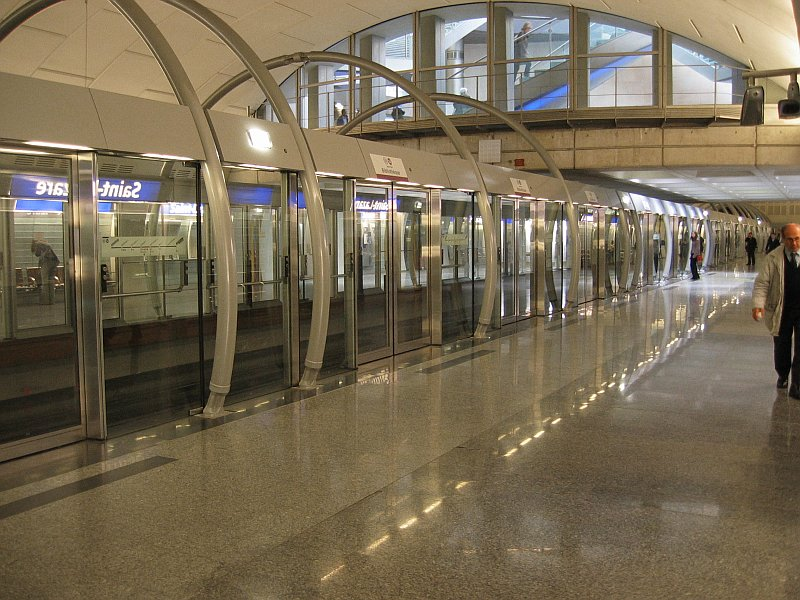
ایستگاه سنت‌لازار متروی پاریس
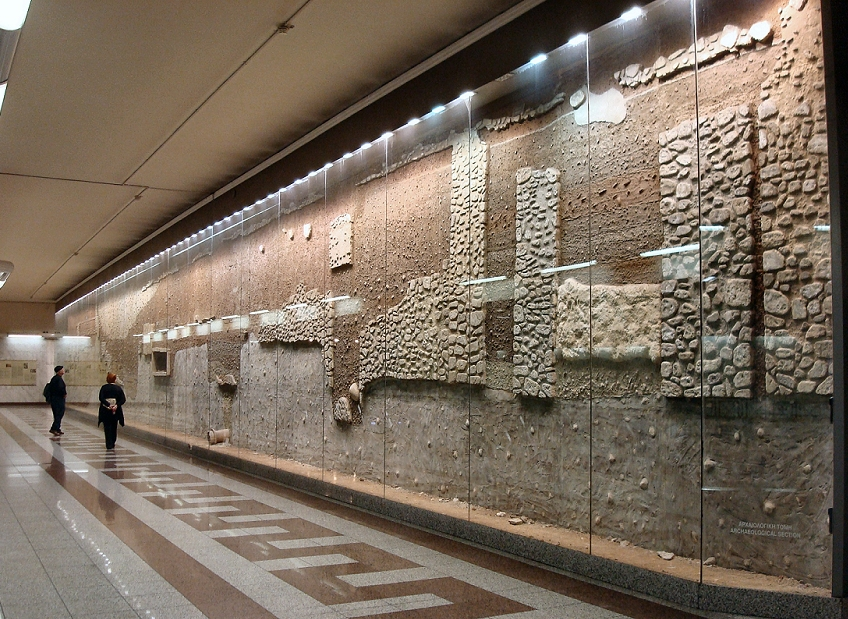
ایستگاه سینتاگما یونان و نمایش آثار باستانی
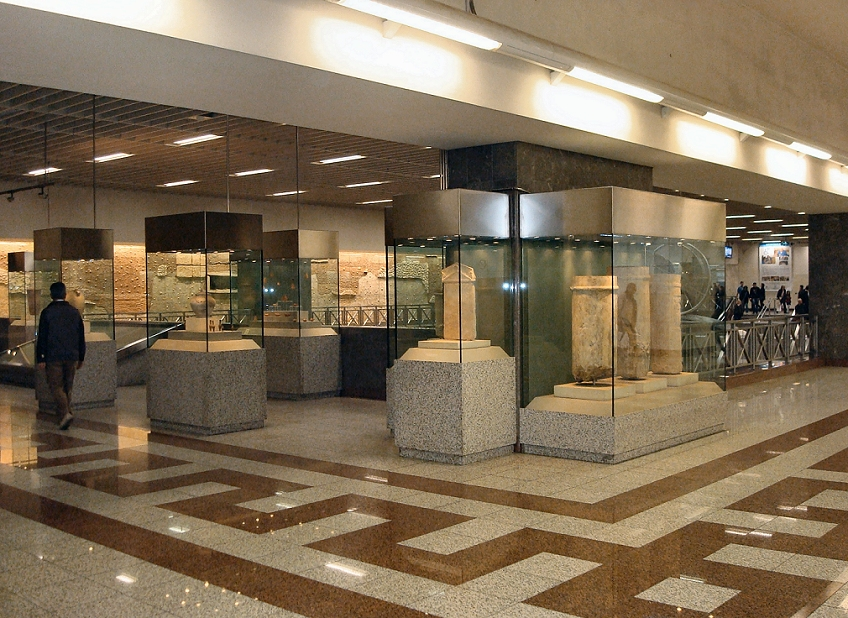
ایستگاه سینتاگما و نمایش آثار باستانی